# Maria Aparecida Stalliviere Neves
Maria Aparecida Stalliviere Neves é uma administradora brasileira, formada pela Pontifícia Universidade Católica do Rio Grande do Sul. Em 1989, recebeu a comenda da Ordem Nacional do Mérito Científico, na categoria Personalidades Nacionais.

## Atuação
- Chefe de Gabinete da Financiadora de Estudos e Projetos (Finep)[2][3]
- Presidente do Conselho Diretor da Rede de Tecnologia e Inovação do Rio de Janeiro (Redetec)[4]
- Diretora do Instituto Nacional de Tecnologia (INT)[4][5][6][7]

## Prêmio
- 1989 - Comenda da Ordem Nacional do Mérito Científico, na categoria Personalidades Nacionais.[1]